# 聖米格爾德馬約克區
聖米格爾德馬約克區（西班牙語：Distrito de San Miguel de Mayocc），是秘魯的一個區，位於該國中南部萬卡韋利卡大區的丘爾坎帕省，始建於1962年6月22日，面積37.86平方公里，海拔高度2,212米，2005年人口897，人口密度每平方公里24人。